# كوميونتي (الموسم 4)
الموسم الرابع من المسلسل الكوميدي الأمريكي كوميونتي، بدأ عرضهُ في 7 فبراير، 2013، على قناة هيئة الإذاعة الوطنية، واستمر لثلاثة عشر حلقة حتى 9 مايو، 2013.

## الممثلين والشخصيات

### شخصيات رئيسية
- جويل ماكهايل بدور جيف وينغر (13 حلقة)
- غيليان جاكوبس بدور بريتا بيري (13 حلقة)
- داني بودي بدور عابد نادر (13 حلقة)
- إيفيت نيكول براون بدور شيرلي بينيت (13 حلقة)
- أليسون بري بدور آني إديسون (13 حلقة)
- دونالد غلوفر بدور تروي بارنز (13 حلقة)
- جيم راش بدور العميد كريغ بيلتون (12 حلقة)
- كين جونغ بدور سينيور بين تشانغ (9 حلقة)
- تشيفي تشيس بدور بيرس هاوثورن (11 حلقة)

### شخصيات متكررة
- ناتاشا ليجيرو بدور ميستي (1 حلقة)

## الحلقات
طالع أيضاً: قائمة حلقات كوميونتي
| تسلسل إجمالي | تسلسل الموسم | عنوان الحلقة "بالإنجليزية"                   | إخراج              | كتابة                                | تاريخ العرض    | رمز الإنتاج | عدد المشاهدين (بالمليون) |
| ------------ | ------------ | -------------------------------------------- | ------------------ | ------------------------------------ | -------------- | ----------- | ------------------------ |
| 72           | 1            | «History 101 (Community)»                    | تريسترام شابيرو    | آندي بوبرو                           | 7 فبراير 2013  | 401         | 3.88                     |
| 73           | 2            | «Paranormal Parentage»                       | تريسترام شابيرو    | ميغان غانز                           | 14 فبراير 2013 | 403         | 2.76                     |
| 74           | 3            | «Conventions of Space and Time»              | مايكل باتريك جان   | ماغي باندور                          | 21 فبراير 2013 | 404         | 3.08                     |
| 75           | 4            | «Alternative History of the German Invasion» | ستيفن تسوتشيدا     | بين ويكسلر                           | 28 فبراير 2013 | 402         | 2.83                     |
| 76           | 5            | «Cooperative Escapism in Familial Relations» | تريسترام شابيرو    | ستيف باسيلون وآني ميبين              | 7 مارس 2013    | 405         | 3.29                     |
| 77           | 6            | «Advanced Documentary Filmmaking»            | جاي تشاندراسيكار   | هانتر كوفنعتن                        | 14 مارس 2013   | 408         | 2.58                     |
| 78           | 7            | «Economics of Marine Biology»                | تريشا بروك         | تيم ساكاردو                          | 21 مارس 2013   | 406         | 2.95                     |
| 79           | 8            | «Herstory of Dance»                          | تريسترام شابيرو    | جاك كوكودا                           | 4 أبريل 2013   | 407         | 2.32                     |
| 80           | 9            | «Intro to Felt Surrogacy»                    | تريسترام شابيرو    | جين هونغ                             | 11 أبريل 2013  | 413         | 2.84                     |
| 81           | 10           | «Intro to Knots»                             | تريسترام شابيرو    | آندي بوبرو                           | 18 أبريل 2013  | 409         | 3.13                     |
| 82           | 11           | «Basic Human Anatomy»                        | بيث ماكارثي ميلر   | جيم راش                              | 25 أبريل 2013  | 410         | 2.33                     |
| 83           | 12           | «Heroic Origins»                             | فيكتور نيلي، الإبن | ستيف باسيلون وآني ميبين وماغي باندور | 2 مايو 2013    | 412         | 2.67                     |
| 84           | 13           | «Advanced Introduction to Finality»          | تريسترام شابيرو    | ميغان غانز                           | 9 مايو 2013    | 411         | 3.08                     |

## وصلات خارجية
- كوميونتي على موقع هيئة الإذاعة الوطنية
- كوميونتي على موقع ياهو! سكرين
- كوميونتي (الموسم 4) على موقع ميتاكريتيك (الإنجليزية)
- كوميونتي (الموسم 4) على موقع روتن توميتوز (الإنجليزية)